# Goodyera goudotii
Goodyera goudotii là một loài thực vật có hoa trong họ Lan. Loài này được Ormerod & Cavestro mô tả khoa học đầu tiên năm 2006.